# Arnie Jorgensen

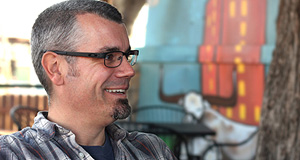

Arnie Jorgensen ist ein US-amerikanischer Comiczeichner und Grafikdesigner für Computerspiele.

## Leben und Arbeit
Jorgensen begann in den 1990er Jahren als hauptberuflicher Comiczeichner zu arbeiten. Seither ist er vor allem für die US-amerikanischen Comicverlage DC-Comics, Malibu Comics und Marvel Comics tätig gewesen. Während er für DC an den Serien L.E.G.I.O.N., R.E.B.E.L.S., The Spectre und JLA arbeitete, gestaltete er für Marvel einige Comics der Serien Blade und Cable. Darüber hinaus zeichnete Jorgensen die beiden Sonderausgaben New Year's Evil Prometheus und Wonder Woman für DC.
Seit den frühen 2000er Jahren hat Jorgensen seinen Tätigkeitsschwerpunkt in den Bereich Grafikdesigns für Computerspiele. Für den Spielehersteller LucasArts war Jorgensen in diesem Zusammenhang maßgeblich an der Gestaltung der Computerspiele Star Wars: Galaxies – An Empire Divided (2003), Star Wars: Galaxies – Jump to Light Speed (2004), Star Wars: Galaxies – The Total Experience (2005) und Star Wars: Galaxies – Episode III Rage of the Wookiees (2005) beteiligt.